# Steve Cherry
Steve Reginald Cherry (Nottingham, 5 agosto 1960) è un ex calciatore inglese, di ruolo portiere.

## Carriera
Nel 1976 il Derby County, club della prima divisione inglese, lo preleva dai dilettanti del Calverton Youth Wing e lo aggrega alle sue giovanili; già all'inizio della stagione 1976-1977 viene per la prima volta aggregato alla prima squadra, dal momento che a causa della contemporanea assenza del portiere titolare Colin Boulton e della sua riserva Steve Bowtell viene portato in panchina a soli 16 anni in una partita di Coppa UEFA con gli irlandesi del Finn Harps. Ad eccezione di questo episodio trascorre comunque il biennio tra il 1976 ed il 1978 esclusivamente nelle giovanili, tornando in pianta stabile in prima squadra solamente nella stagione 1979-1980, quando all'età di 19 anni esordisce tra l'altro con i Rams, giocando 4 partite in prima divisione. In estate il club, appena retrocesso in seconda divisione, cede il portiere titolare John Middleton ma in compenso acquista altri 2 portieri, Roger Jones e Yakka Banovic: Cherry si ritrova quindi di fatto a fare il terzo portiere, ed anche per questo motivo tra la fine del 1980 e l'inizio del 1981 gioca per alcuni mesi in prestito al Port Vale, club di quarta divisione, con cui disputa complessivamente 8 partite ufficiali (4 in campionato e 4 in FA Cup). Nella stagione 1981-1982 pur partendo come terzo portiere Cherry finisce per superare nelle gerarchie Banovic, riuscendo di fatto a diventare il secondo portiere e giocando anche 4 partite di campionato. Nella stagione 1982-1983, pur partendo come secondo portiere, diventa progressivamente titolare, finendo per giocare 31 partite di campionato, a cui aggiunge ulteriori 38 presenze nella stagione successiva, che si conclude però con la retrocessione dei Rams in terza divisione.
Nell'estate del 1984 Cherry lascia dopo 8 anni e complessive 89 presenze in partite ufficiali il Derby County e si trasferisce al Walsall, altro club di terza divisione, per 25000 sterline: nella sua prima stagione con la nuova maglia gioca 41 partite, a cui ne aggiunge ulteriori 30 nella stagione 1985-1986, in cui però nella seconda parte del campionato finisce per perdere il posto in favore del neoacquisto Mark Prudhoe; anche per questo motivo, nel novembre del 1986 Cherry, ormai diventato a tutti gli effetti il portiere di riserva del club, viene ceduto per 19000 sterline al Plymouth, club di seconda divisione, dove dopo breve tempo conquista un posto da titolare giocando 21 partite di campionato, a cui aggiunge ulteriori 35 presenze nella stagione 1987-1988. Nella stagione 1988-1989 dopo aver giocato 15 partite perde il posto da titolare, complice anche una sua richiesta di trasferimento; nel gennaio del 1989 viene poi ceduto in prestito al Chesterfield, con cui gioca 10 partite in terza divisione. Nel febbraio del 1989 la sua richiesta di cessione viene accontentata, e passa per 70000 sterline al Notts County, in terza divisione. La sua prima stagione del club termina con 18 presenze ed una qualificazione ai play-off sfiorata; dal 1989 al 1991 arrivano invece 2 promozioni consecutive dalla terza alla prima divisione, vincendo altrettante finali play-off: Cherry è tra i protagonisti della doppia promozione, dal momento che gioca tutte e 92 le partite di campionato di questo biennio (oltre a tutte e 6 le partite dei play-off), ed anche dopo la promozione in prima divisione mantiene il posto da titolare, giocando 42 partite. La stagione si conclude tuttavia con una retrocessione, seguita da vari cambiamenti di organico negli anni seguenti, con un buon numero dei protagonisti delle 2 promozioni (Tommy Johnson, Paul Rideout e Dave Regis) che vengono ceduti ad altri club: anche per questo motivo, il Notts County si ritrova ad ottenere piazzamenti nella seconda metà della classifica in seconda divisione; Cherry rimane comunque titolare sia nella stagione 1992-1993 che nella stagione 1993-1994, nelle quali gioca un totale di 89 partite in seconda divisione, contribuendo inoltre al raggiungimento della finale della Coppa Anglo-Italiana 1993-1994, persa per 1-0 contro il Brescia. Nella stagione 194-1995, caratterizzata da vari cambi di allenatore e da un gran numero di nuovi acquisti, Cherry finisce per perdere il posto da titolare in favore del neoarrivato Jason Kearton, giocando comunque 25 partite in campionato; scende inoltre in campo nella vittoriosa finale della Coppa Anglo-Italiana 1994-1995 ma a fine stagione, complice anche la retrocessione del club in terza divisione dopo 5 anni nelle prime due serie inglesi, viene svincolato, dopo un totale di 328 partite ufficiali nel club (272 delle quali in partite di campionato).
Nell'estate del 1995 Cherry, ormai trentacinquenne, viene ingaggiato dal Watford per fare da riserva a Kevin Miller: dopo aver giocato 4 partite in seconda divisione, a stagione in corso viene ceduto in prestito al Plymouth (allenato da Neil Warnock, l'allenatore che l'aveva voluto al Notts County nel 1989), con cui disputa 16 partite in quarta divisione, conquistando la promozione nella categoria superiore grazie alla vittoria dei play-off. Nella stagione 1996-1997 gioca invece 20 partite in terza divisione con il Rotherham Utd per poi nella seconda parte del campionato accasarsi ai semiprofessionisti del Kettering Town e successivamente al Rushden & Diamonds, con cui conclude l'annata giocando 10 partite in Football Conference (quinta divisione e più alto livello calcistico inglese al di fuori della Football League); nella stagione 1997-1998 gioca altre 8 partite di campionato nel club nella medesima categoria per poi venir svincolato dal neoassunto allenatore Brian Talbot. Dopo alcuni mesi trascorsi con i Rothwell Corinthians in United Counties League Division One (nona divisione), nel gennaio del 1998 gioca per un mese in Northern Premier League (sesta divisione) con il Gainsborough Trinity. Passa quindi allo Stalybridge Celtic, con cui gioca 10 partite in Football Conference. Nella stagione 1998-1999 firma 2 contratti di poche settimane ciascuno con il Mansfield Town (con cui gioca nella prima giornata di campionato della Third Division 1998-1999) e con l'Oldham Athletic; lavora poi per 3 mesi come collaboratore tecnico al Notts County. Dal 2001 al 2003 lavora come preparatore dei portieri al Lincoln City, con cui nella parte finale della stagione 2002-2003 siede anche in panchina per alcune partite come portiere di riserva. Torna poi esclusivamente a giocare, trascorrendo la stagione 2003-2004 con il Kidsgrove Athletic in Northern Premier League Division One (settima divisione), e ritirandosi definitivamente dopo pochi mesi della stagione 2004-2005 all'età di 44 anni dopo aver vestito la maglia del Belper Town. In seguito dal 2006 al 2008 lavora come preparatore dei portieri al Notts County, mentre dal 2008 al 2010 ricopre un ruolo analogo al Macclesfield Town.

## Palmarès

### Club

#### Competizioni regionali
- Staffordshire Senior Cup: 1

Kidsgrove Athletic: 2003-2004

#### Competizioni internazionali
- Coppa Anglo-Italiana: 1

Notts County: 1994-1995